# Where I'm Headed
Where I'm Headed è il terzo e ultimo singolo estratto dall'album Playing My Game della cantante norvegese Lene Marlin. 
Fu pubblicato il 3 ottobre 1999 in madrepatria e in Francia dove fu il singolo di debutto della cantante, utilizzato poi nella la colonna sonora del film Mauvaises Fréquentations (Bad company). In Italia il singolo uscì più tardi (dovuto al fatto che Sitting Down Here era uscito in ritardo) e conquistò la vetta della classifica, riconfermando il successo ottenuto con i singoli precedenti.
In Inghilterra il singolo venne rilasciato il 1º gennaio 2001.

## Tracce
- Versione europea

1. Where I'm Headed 4:13
2. Where I'm Headed (Instrumental) 4:13
3. The Way We Are (Live at Sound Republic)

- Versione francese

1. Where I'm Headed 4:13
2. Where I'm Headed (Instrumental) 4:13
3. The Way We Are (Live at Sound Republic)

- Versione inglese

1. Where I'm Headed (Phil Bodger Remix Edit)
2. Where I'm Headed (Original Version)
3. So I See

## Classifiche
| Classifica (2000-01) | Posizione più alta |
| -------------------- | ------------------ |
| Belgio (Fiandre)     | 57                 |
| Belgio (Vallonia)    | 27                 |
| Finlandia            | 7                  |
| Francia              | 5                  |
| Italia               | 1                  |
| Regno Unito          | 31                 |
| Svezia               | 35                 |
| Svizzera             | 28                 |